# Подбліца
Подбліца (словен. Podblica) — поселення в общині Крань, Горенський регіон, Словенія. Висота над рівнем моря: 631 м.